# Монровілл (Огайо)
Монровілл (англ. Monroeville) — селище (англ. village) в США, в окрузі Гурон штату Огайо. Населення — 1300 осіб (2020).

## Географія
Монровілл розташований за координатами 41°14′38″ пн. ш. 82°42′9″ зх. д. / 41.24389° пн. ш. 82.70250° зх. д. (41.243843, -82.702575).  За даними Бюро перепису населення США в 2010 році селище мало площу 3,70 км², з яких 3,63 км² — суходіл та 0,08 км² — водойми.

## Демографія
Згідно з переписом 2010 року, у селищі мешкало 1400 осіб у 528 домогосподарствах у складі 368 родин. Густота населення становила 378 осіб/км².  Було 577 помешкань (156/км²).
Расовий склад населення:
| - 97,0 % — білих - 0,1 % — корінних американців - 0,1 % — чорних або афроамериканців |

До двох чи більше рас належало 2,2 %. Частка іспаномовних становила 2,0 % від усіх жителів.
За віковим діапазоном населення розподілялося таким чином: 28,6 % — особи молодші 18 років, 61,3 % — особи у віці 18—64 років, 10,1 % — особи у віці 65 років та старші. Медіана віку мешканця становила 34,5 року. На 100 осіб жіночої статі у селищі припадало 99,4 чоловіків;  на 100 жінок у віці від 18 років та старших — 93,4 чоловіків також старших 18 років.
Середній дохід на одне домашнє господарство  становив 63 854 долари США (медіана — 51 645), а середній дохід на одну сім'ю — 77 072 долари (медіана — 64 167). Медіана доходів становила 47 069 доларів для чоловіків та 31 563 долари для жінок. За межею бідності перебувало 7,8 % осіб, у тому числі 11,8 % дітей у віці до 18 років та 7,1 % осіб у віці 65 років та старших.
Цивільне працевлаштоване населення становило 695 осіб. Основні галузі зайнятості: виробництво — 28,8 %, освіта, охорона здоров'я та соціальна допомога — 19,1 %, роздрібна торгівля — 11,1 %, будівництво — 9,8 %.